# ドラとバケルともうひとつ
「ドラとバケルともうひとつ」は、小学館の学習雑誌「小学四年生」の1975年4月号から1976年3月号まで掲載されたおまけコーナーで、藤子・F・不二雄の作品である『ドラえもん』と『バケルくん』のクロスオーバー企画。藤子・F・不二雄大全集などに収録されている。

## コーナー
ドラえもん大辞典
1975年4月号で明かされたドラえもん誕生の設定などは、後の『2112年 ドラえもん誕生』など多く作品における基本設定となった。
なぞなぞのコーナー
藤子・F・不二雄自ら考えたなぞなぞが掲載された。
スターたん生
1975年6月号掲載。歌手オーデションの模様をドラえもんとバケルくんが伝えるというコーナー。
（外部リンクの「ドラとバケルともうひとつ」作品総覧も参照）

## 『ドラえもん』と『バケルくん』
『ドラえもん』と『バケルくん』は、両方とも「小学四年生」に掲載されていた藤子・F・不二雄の作品。コーナーとしては1975年4月号からであるが、コーナーでのクロスオーバーは1975年6月号からであった。
おまけコーナー開始後、連載では1975年9月号に『ドラえもん』でクロスオーバーエピソードとして『ぼく、桃太郎のなんなのさ』が掲載された。単行本「ドラえもん」が刊行された際はおまけコーナーは収録されていないため、作者による補足説明が入っている。後に『ぼく、桃太郎のなんなのさ』を原作とした、映画『ドラえもん ぼく、桃太郎のなんなのさ』が公開されたが、バケルくんは登場せず、バケルくんの能力や行動はドラえもんの秘密道具やキャラクターに置き換えられた。
このほか、『ドラえもん』の作中では「ジ〜ンと感動する話」（てんとう虫コミックス9巻収録）には、バケルくんが1コマだけではあるが群衆に混じって登場している。